# Didier François
Pour les articles homonymes, voir François et Rocky.
Didier François, né le 26 février 1960, est un journaliste français.
Reporter de guerre depuis septembre 1985, il a couvert la plupart des conflits en Afrique, dans le Caucase, dans les Balkans, au Proche et Moyen-Orient pour le quotidien Libération et pour la radio Europe 1. Il a été militant politique et syndicaliste durant ses études.
En 2006, à l’occasion d'un reportage, il est blessé par balle à Gaza.
À la suite d'un reportage en Syrie, il est pris en otage par l'État islamique, de juin 2013 à avril 2014.

## Biographie
Didier François est le fils de Joëlle et Roger François. Il a une sœur nommée Valérie.

### Formation
Après une scolarité passée pour l'essentiel en Afrique, il étudie la philosophie et l'histoire puis la géopolitique et les affaires stratégiques à l'université Panthéon-Sorbonne. Il est lauréat du Memorial Fellowship du German Marshall Fund of the United States et auditeur de la 62e session nationale de l'Institut des hautes études de défense nationale (IHEDN).

### Engagement
Actif au sein de la Ligue communiste révolutionnaire dans les années 1970, puis dans le syndicalisme étudiant, au bureau national de l'UNEF-ID, dans les années 1980. Il est membre fondateur de SOS Racisme,, en 1984, aux côtés de Julien Dray et de Harlem Désir. On lui attribue la création du slogan de l'organisation, « Touche pas à mon pote ».

### Carrière journalistique
Il commence le journalisme au Matin de Paris le 1er septembre 1985. Il couvre l'actualité internationale et se spécialise dans le traitement des conflits armés en Afrique, en Amérique centrale, au Proche Orient. Lorsque le titre cesse de paraître, il rejoint l'Agence centrale de presse (ACP) comme grand reporter, suivant notamment la guerre en Afghanistan ou entre l'Iran et l'Irak.
En juin 1989, il s'installe comme correspondant en Afrique du Sud, où il couvre la chute de l'apartheid pour Libération. En juillet 1991, il rejoint le bureau parisien du quotidien en tant que reporter de guerre. Envoyé spécial permanent en Union soviétique lors du putsch d'août 1991, puis en Bosnie en juillet 1992, il suit au jour le jour l'effondrement de l'empire soviétique et l'éclatement des Balkans. Correspondant à Moscou à partir d’octobre 1994, il couvre la première guerre de Tchétchénie. Puis est successivement envoyé spécial permanent au Kosovo en 1999, à Gaza en 2000, en Afghanistan à partir de septembre 2001 et en Irak à partir de janvier 2003. Nommé correspondant à Jérusalem à l'été 2005, il couvre la guerre au Liban avant d'être blessé par balle à Gaza le 17 décembre 2006.
À l'issue de sa convalescence, le 1er avril 2007, Didier François rejoint la radio Europe 1 comme grand reporter. Il couvre pour elle l'actualité internationale, dont le printemps arabe, ainsi que les questions de défense et de terrorisme. Il accompagne notamment les forces françaises en opérations extérieures en Afghanistan, au Mali ou en Irak, pour Europe 1 et pour Paris Match.
Le 6 juin 2013, il est enlevé par l'organisation État islamique en Irak et au Levant au nord d'Alep, où il enquêtait sur l'utilisation d'armes chimiques par le régime syrien.
Il est torturé par Jihadi John. Il est libéré le 19 avril 2014 en même temps que son camarade de détention, le photographe Édouard Elias, et de deux autres collègues français également pris en otage dans la région,,.
Après sa libération, Didier François reprend ses activités de grand reporter pour Europe 1 et couvre les combats menés contre l'organisation État islamique en Irak et au Levant à Mossoul, Raqqa et Baghouz. Il quitte la radio le 30 septembre 2021, lors de la prise de contrôle de la station par Vincent Bolloré et poursuit sa carrière comme consultant pour les questions de défense et de politique internationale sur la chaîne d'information LCI où il commente en particulier le déroulement de la guerre en Ukraine.

### Autres activités
- Membre du jury du prix Bayeux-Calvados des correspondants de guerre[35].
- Membre du jury du prix littéraire de l'Armée de terre - Erwan Bergot[36].
- éditorialiste des questions de défense BFM TV

## Distinctions
- Chevalier de la Légion d'honneur (29 novembre 2022)[37]
- Médaille nationale de reconnaissance aux victimes du terrorisme (4 mars 2024)[38]